# Ragesh Asthana
Ragesh Asthana (17 de mayo de 1962 - 20 de marzo de 2014) fue un actor indio que actuó en varias series de televisión hindi como Agle Janam Mohe Bitiya Hi Kijo, Palampur Express, Katputli y fue visto por última vez en Gumraah en Channel V.

## Vida personal
Ragesh nació el 17 de mayo de 1962 en Uganda. Se casó con Jyothi en 1994 y tuvo dos hijos, Nanaki y Yuvaraj.

## Inicios de su carrera
Ragesh debutó como actor en 1987 en la serie Subah dirigida por el fallecido Bharat Rungachary donde interpretó el personaje de Appu Swami. Ragesh audicionó inicialmente para el papel de otro personaje llamado Prem, pero fue rechazado. Luego trató mejor en el siguiente papel disponible y durante la audición promulgó un soliloquio de una de las obras que había actuado anteriormente de Appu Swami.

## Filmografía

### Filmes
- I Don't Luv U (2013)
- The Victim (2012) … Lawyer
- Shabri (2011) … Shardool Seth
- Rakta Charitra 2 (2010) … Jailor
- 340 (2009) … Store Keeper
- Taxi No. 9211: Nau Do Gyarah (2006) … El dueño de coche
- Black Friday (2004) … Mohammad Dossa
- Jaal: The Trap (2003) … Ajay's brother-in-law
- Chhal (2002) … Inspector Patil
- Waqt Hamara Hai (1993)
- Radha Ka Sangam (1992)

### Televisión
- Gumrah: End of Innocence (2012)
- Palampur Express (2009)... Ravikant Dixit
- Agle Janam Mohe Bitiya Hi Kijo (2009 - 11)
- Katputli
- Equador (Mini-Serie de televisión)(2009) … Joghind
- Shatranj
- Marshall
- Andaz
- Dharini (2002)
- Khamoshi
- Waqt ki Raftaar (1999)
- Bombay Blue (Mini-Serie de televisión) (1997) … Cop 1
- Parivartan (1993)... Nikhil Singhani
- The Zee Horror Show (Serie de televisión) (1994 – 95)
- Subah (Serie de televisión) (1987)

## Muerte
Ragesh Asthana falleció el 20 de marzo de 2014 en Mumbai debido a un infarto agudo de miocardio.